# 华纳参属
华纳参属（学名：Vaneyella）为华纳参科的一个属。

## 下级分类
本属包括以下物种：
- Vaneyella dactylica (Ohshima, 1915)
- Vaneyella digitata (Koehler & Vaney, 1910)